# Épaénétos d'Argos
Épaénétos d'Argos (grec ancien : Ἐπαινετὸς Ἀργεῖος) est un vainqueur olympique originaire d'Argos.
Sylla organisa à Rome en 81 et 80 av. J.-C. des ludi Victoriae Sullanae, des jeux pour célébrer sa victoire. La première année, les compétitions furent principalement artistiques, mais en 80, des épreuves athlétiques furent organisées. Pour les rendre intéressantes, le dictateur romain convoqua tous les athlètes grecs. Cela eut pour conséquence la quasi-annulation des 175e Jeux olympiques cette année-là. Seul le stadion des enfants fut couru, remporté par Épaénétos d'Argos.
Épaénétos d'Argos est donc parfois proposé dans les listes : vainqueur du stadion des enfants, il remplace le vainqueur du stadion,.

## Sources
- (en) Paul Christesen, Olympic Victor Lists and Ancient Greek History, New York, Cambridge University Press, 2007, 580 p. (ISBN 978-0-521-86634-7).
- Eusèbe de Césarée, Chronique, Livre I, 70-82. Lire en ligne.
- (en) Mark Golden, Sport in the Ancient World from A to Z, Londres, Routledge, 2004, 184 p. (ISBN 0-415-24881-7).
- (en) David Matz, Greek and Roman Sport : A Dictionnary of Athletes and Events from the Eighth Century B. C. to the Third Century A. D., Jefferson et Londres, McFarland & Company, 1991, 169 p. (ISBN 0-89950-558-9)
- (it) Luigi Moretti, « Olympionikai, i vincitori negli antichi agoni olimpici », Atti della Accademia Nazionale dei Lincei, vol. VIII,‎ 1959, p. 55-199.